# Torweaving Hill
Der Torweaving Hill ist ein Hügel in den Pentland Hills. Die 403 m hohe Erhebung liegt an der Westflanke im Zentrum der rund 25 km langen Hügelkette im Südosten der schottischen Council Area West Lothian.
Die nächstgelegene Ortschaft ist das acht Kilometer nordwestlich gelegene West Calder. West Linton liegt neun Kilometer südöstlich. Zu den umgebenden Hügeln zählen der West Cairn Hill im Nordosten, der Colzium Hill im Osten, der Mealowther im Südosten sowie der Henshaw Hill im Süden.

## Umgebung
An den Südwesthängen des Torweaving Hills finden sich drei Cairns. Alle drei wurden gestört. Sie durchmessen 25, 8 beziehungsweise 5 m bei Höhen von 0,2, 0,5 beziehungsweise 0,3 m. Neben den Cairns wurden in diesem Bereich auch Steine mit Cup-and-Ring-Markierung gefunden.
Ebenfalls an der Südwestflanke sind Funde römischer Münzen verzeichnet. Sie könnten in Zusammenhang mit der als Castle Greg bezeichneten kleinen römischen Befestigung rund zwei Kilometer nordwestlich stehen.
Vorgelagert sind dem Torweaving Hill zwei Stauseen. Das Crosswood Reservoir liegt etwa einen Kilometer westlich. Es dient der Trinkwasserversorgung im Central Belt. Der aufgestaute Crosswood Burn entspringt zwischen Craigengar und Mealowther und verläuft entlang der Südflanke des Torweaving Hills. Der Nordflanke vorgelagert ist das Harperrig Reservoir. Der 1860 eingerichtete Stausee staut das Wasser des Water of Leith und dient sowohl der Wasserversorgung von Edinburgh als auch der Regulierung des Durchflusses des Water of Leith.